# Pholiota pudica
Pholiota pudica är en svampart som först beskrevs av Pierre Bulliard (v. 1742–1793), och fick sitt nu gällande namn av Claude-Casimir Gillet 1876. Pholiota pudica ingår i släktet tofsskivlingar och familjen Strophariaceae.   Inga underarter finns listade i Catalogue of Life.